# MEU(SOC)
MEU(SOC) (англ. MEU(SOC) pistol), скорочення від MEU (англ. Marine expeditionary unit) та SOC (англ. Special operations capable)) — самозарядний пістолет, розроблений на основі M1911 для розвідувальних підрозділів морських експедиційних сил морської піхоти США під набій .45 ACP. Йому присвоєний номер запасу НАТО 1005-01-370-7353.